# Idlib kormányzóság

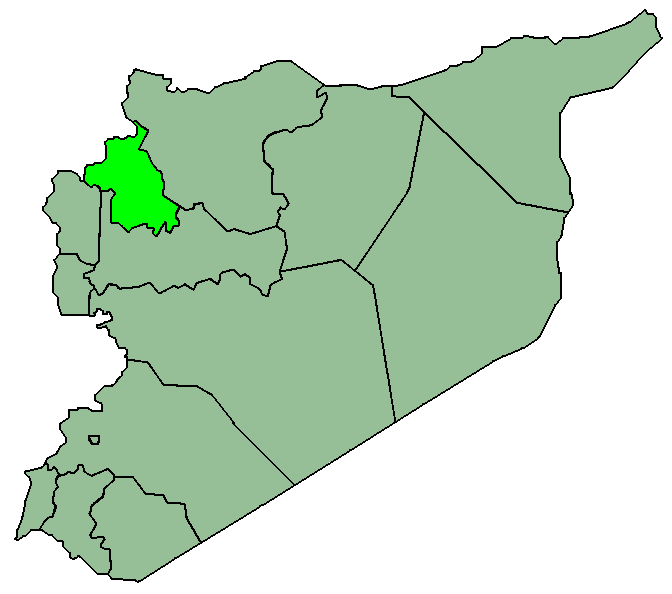
Idlib kormányzóság elhelyezkedése Szírián belül

Idlib kormányzóság (arabul محافظة إدلب [Muḥāfaẓat Idlib]) Szíria tizennégy kormányzóságának egyike. Az ország északnyugati részén fekszik. Északnyugaton és északon Törökország, keleten Aleppó kormányzóság, délen és délnyugaton Hamá kormányzóság, nyugaton pedig Latakia kormányzóság határolja. Központja Idlib városa. Területe 6 097 km², népessége pedig a 2004-es népszámlálás adatai szerint 1 258 427 fő.

## Közigazgatási beosztása
Idlib kormányzóság területe öt kerületre (mintaka) és 27 körzetre (náhija) oszlik.
- Arihah
  - Ariha náhija (ناحية أريحا)
  - Ihsim náhija (ناحية احسم)
  - Muhambal náhija (ناحية محمبل)
- Harem
  - Harem náhija (ناحية حارم)
  - Al-Dana náhija (ناحية الدانا)
  - Salqin náhija (ناحية سلقين)
  - Kafr Takharim náhija (ناحية كفر تخاريم)
  - Qurqina náhija (ناحية قورقينا)
  - Armanaz náhija (ناحية أرمناز)
- Idlib
  - Idlib náhija (ناحية ادلب)
  - Abu al-Duhur náhija (ناحية أبو الظهور)
  - Binnish náhija (ناحية بنش)
  - Saraqib náhija (ناحية سراقب)
  - Taftanaz náhija (ناحية تفتناز)
  - Maarrat Misrin náhija (ناحية معرتمصرين)
  - Sarmin náhija (ناحية سرمين)
- Jisr ash-Shugur
  - Jisr al-Shughur náhija (ناحية جسر الشغور)
  - Bidama náhija (ناحية بداما)
  - Darkush náhija (ناحية دركوش)
  - Al-Janudiyah náhija (ناحية الجانودية)
- Ma'arrat al-Numan
  - Maarrat al-Nu'man náhija (ناحية معرة النعمان)
  - Khan Shaykhun náhija (ناحية خان شيخون)
  - Sinjar náhija (ناحية سنجار)
  - Kafr Nabl náhija (ناحية كفر نبل)
  - Al-Tamanaah náhija (ناحية التمانعة)
  - Hish náhija (ناحية حيش)

## Turisztikai látnivalói
A kormányzóság legismertebb emléke Ebla bronzkori eredetű romvárosa (Tell Mardíh), emellett a holt városok középső tömbje tartozik ide. A környéken feltárt, különböző korú mozaikok lenyűgöző együttese Maarrat an-Numán karavánszerájból kialakított múzeumában látható.